# Carex caesariensis
Carex caesariensis là một loài thực vật có hoa trong họ Cói. Loài này được Mack. mô tả khoa học đầu tiên năm 1935.